# Mula sem cabeça

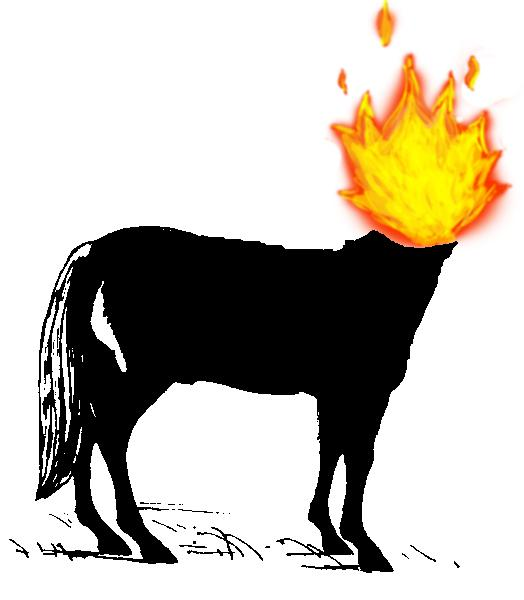
Mula sem cabeça

La mula sem cabeça (in lingua italiana: "mula senza testa") è una creatura leggendaria del folclore brasiliano. È conosciuta anche come burrinha do padre ("asinella del prete").

## Descrizione
La protagonista della leggenda è una donna che ha subito una maledizione a causa di una storia d'amore con un sacerdote. A causa di ciò, nelle notti tra il giovedì e il venerdì si trasforma in una mula e corre con grande rumore di zoccoli e nitriti, uccidendo chi incontra sul suo cammino e divorandone gli occhi e le dita.
È descritta e raffigurata come una mula, o asina, senza la testa, sostituita da una grossa fiamma. Talora però figura, nonostante il nome, con la testa e soffia fiamme dalle narici.

## Creature simili
La leggenda brasiliana della mula sem cabeça presenta somiglianze con quella catalana della muladona e quella argentina della almamula.